# 4430 Govorukhin
4430 Govorukhin eller 1978 SX6 är en asteroid i huvudbältet som upptäcktes den 26 september 1978 av den sovjetisk-ryska astronomen Ljudmila Zjuravljova vid Krims astrofysiska observatorium på Krim. Den är uppkallad efter den rysk-sovjetiske filmregissören, skådespelaren och producenten Stanislav Govoruchin (1936–2018).